# Анастасија Мискина
Анастасија Андрејевна Мискина (рус. Анастасия Андреевна Мыскина; Москва, 8. јул 1981) бивша је руска тенисерка. Прва је Рускиња која је успела да освоји неки гренд слем турнир у појединачној конкуренцији. То је урадила 2004. када је победила на Ролан Гаросу.

## Тениска каријера

### 1999—2001.
Мискина је постала професионална тенисерка 2000. Те године се пласирала међу првих 500 играчица на ВТА листи. Прву ВТА титулу је освојила у Палерму. Деби на гренд слем турниру је имала 2000. на Отвореном првенству САД а исте године је по први пут играла за репрезентацију Русије у Купу федерација у игри парова. Исте године остварила је прву победу против играчице из првих 20 на ВТА листи, победила је Барбару Шет на турниру у Сопоту. Због проблема са повредом није играла на Отвореном првенству Аустралије 2001. године. Као последица тога испала је из првих 100 на ВТА листи.

### 2002.
У сезони 2002. Анастасија Мискина је успела да се пласира међу првих 20 играчица на ВТА листи. Пласирала се у финала турнира у Бирмингему и Истборну. Након ових резултата ушла је међу првих 15 играчица света.
Победа на турниру у Салвадору и финале турнира у Лајпцигу су јој омогућили да се квалификује на WTA првенство те године и сезону заврши међу првих петнаест играчица света.

### 2003.
Наредне сезоне Мискина је стигла до четвртфинала Отвореног првенства Аустралије, да би након тога освојила титулу у Дохи где је у финалу победила Јелену Лиховцеву, то је било прво финале у ком су обе такмичарке биле из Русије. Након овог турнира пласирала се по први пут међу десет најбољих играчица света. Током лета је имала веома слабе резултате а на Отвореном првенству САД пласирала се у четвртфинале. У Лајпцигу је одбранила титулу, победивши прве две играчице света Ким Клајстерс и Жистин Енен. Такође, освојила је и турнир у Москви. Сезону је завршила међу првих десет играчица света.

### 2004.
Сезона 2004. је била најбоља у каријери Анастасије Мискине. Одбранила је титулу у Дохи, након чега је постала прва Рускиња међу првих пет на ВТА листи. Врхунац сезоне за Анастасију Мискину је била победа на Ролан Гаросу, где је победила Светлану Кузњецову, Винус Вилијамс, Џенифер Капријати и у финалу Јелену Дементјеву резултатом 6-2, 6-1. Иначе, Мискина је на претходним учешћима на Ролан Гаросу стизала само до другог кола. Након ове победе пласирала се на треће место на ВТА листи. У Сан Дијегу је стигла до финала. На путу до финала победила је Марију Шарапову и прекинула њен низ од 14 узастопних победа, и победила је Веру Звонарјову резултатом 17-15 у тајбреку трећег сета, спасивши седам меч лопти. У полуфиналу Олимпијских игара поражена је од Жистин Енен, иако је у трећем сету водила са 5-1. Након Олимпијских игара стигла је до другог места на ВТА листи, што је уједно и њен најбољи пласман. Другу годину узастопно освојила је Куп кремља. На ВТА првенству изгубила је у полуфиналу од Марије Шарапове. Мискина је предводила Русију у освајању Купа федерација, добивши осам од девет мечева, укључујући и сва три меча у финалу. Сезону је завршила на трећем месту, зарадила је више од два милиона долара и остварила је десет победа против играчица из првих десет.

### 2005.
У 2005. Мискина је остварила знатно лошије резултате него претходне а као главни разлог се наводе проблеми са здрављем њене мајке. У Дохи и на Ролан Гаросу испала је већ у првом колу, тако је постала први бранилац титуле у Паризу који је испао у првом колу. На Вимблдону је по први пут стигла до четвртфинала. У августу је испала из првих десет играчица на ВТА листи. У Калкути је освојила десету титулу у каријери, победивши знатно слабије рангиране тенисерке. Сезону је завршила међу првих петнаест тенисерки на ВТА листи.

### 2006.
Током сезоне 2006. Мискина је остварила лоше резултате а на турниру у Варшави је изгубила од тада 309. играчице света Агњешке Радвањске. У Истборну је стигла до финала где је изгубила од Жистин Енен у три сета. На Вимблдону је стигла поново до четвртфинала, где је поражена од будуће победнице Амели Моресмо. Након финала у Стокхолму на америчкој турнеји током лета није забележила ни једну победу. На турнирима у дворани није играла због повреде стопала.

### 2007.
У сезони 2007. Мискина је одиграла само два меча и оба је изгубила.

### Пласман на ВТА листи на крају сезоне
| Година  | 1995 | 1996 | 1997 | 1998 | 1999 | 2000 | 2001 | 2002 | 2003 | 2004 | 2005 | 2006 | 2007 |
| Пласман | 920  | 818  | 622  | 293  | 65   | 58   | 59   | 11   | 7    | 3    | 14   | 17   | 1043 |

## Приватни живот
Удата је и има троје деце.

## Резултати Анастасије Мискине

### Победе у финалу појединачно (10)
|    | Датум    | име и место турнира       | Кат.       | ($)       | Терен        | Противница         | Резултат         |
| -- | -------- | ------------------------- | ---------- | --------- | ------------ | ------------------ | ---------------- |
| 1  | 12/07/99 | Турнир у Палерму, Палермо | IVa        | 142.500   | Земља (отв.) | Анхелес Монтолио   | 3-6, 7-6(3), 6-2 |
| 2  | 09/09/02 | Бразил опен, Салвадор     | II         | 650.000   | Тврда (отв.) | Елени Данилиду     | 6-3, 0-6, 6-2    |
| 3  | 10/02/03 | Доха опен, Доха           | III        | 170.000   | Тврда (отв.) | Јелена Лиховцева   | 6-3, 6-1         |
| 4  | 31/03/03 | Сарасота опен, Сарасота   | IV         | 140.000   | Земља (отв.) | Алиша Молик        | 6-4, 6-1         |
| 5  | 22/09/03 | Лајпциг, Лајпциг          | II         | 585.000   | Тепих (зат.) | Жистин Енен        | 3-6, 6-3, 6-3    |
| 6  | 29/09/03 | Куп Кремља, Москва        | I          | 1.300.000 | Тепих (зат.) | Амели Моресмо      | 6-2, 6-4         |
| 7  | 01/03/04 | Доха опен, Доха           | II         | 600.000   | Тврда (отв.) | Светлана Кузњецова | 4-6, 6-4, 6-4    |
| 8  | 24/05/04 | Ролан Гарос, Париз        | Гренд слем | 5982126   | Земља (отв.) | Јелена Дементјева  | 6-1, 6-2         |
| 9  | 11/10/04 | Куп Кремља, Москва        | I          | 1300000   | Тепих (зат.) | Јелена Дементјева  | 7-5, 6-0         |
| 10 | 19/09/05 | Индија опен, Калкута      | III        | 170000    | Тврда (отв.) | Каролина Шпрем     | 6-2, 6-2         |

### Порази у финалу појединачно (9)+
|   | Датум    | име и место турнира                | Кат.      | ($)     | Терен        | Противница       | Резултат         |
| - | -------- | ---------------------------------- | --------- | ------- | ------------ | ---------------- | ---------------- |
| 1 | 10/06/02 | AEGON класик, Бирмингем            | III       | 170000  | Трава (отв.) | Јелена Докић     | 6-2, 6-3         |
| 2 | 17/06/02 | Истборн, Истборн                   | II        | 585000  | Трава (отв.) | Чанда Рубин      | 6-1, 6-3         |
| 3 | 23/09/02 | Турнир у Лајпцигу, Лајпциг         | II        | 585000  | Тепих (зат.) | Серена Вилијамс  | 6-3, 6-2         |
| 4 | 27/10/03 | Турнир у Филаделфији, Филаделфија  | II        | 585000  | Тврда (зат.) | Амели Моресмо    | 5-7, 6-0, 6-2    |
| 5 | 26/07/04 | Акјура класик, Сан Дијего          | I         | 1300000 | Тврда (отв.) | Линдси Давенпорт | 6-1, 6-1         |
|   | 16/08/04 | Олимпијске игре, Атина             | Оли. игре | 0       | Тврда (отв.) | Алиша Молик      | 6-3, 6-4         |
| 6 | 08/08/05 | Nordea Nordic Light Open, Стокхолм | IV        | 140000  | Тврда (отв.) | К. Среботник     | 7-5, 6-2         |
| 7 | 22/05/06 | Истанбул куп, Истанбул             | III       | 200.000 | Земља (отв.) | Шахар Пер        | 1-6, 6-3, 7-6(3) |
| 8 | 19/06/06 | Истборн, Истборн                   | II        | 600.000 | Трава (отв.) | Жистин Енен      | 4-6, 6-1, 7-6(5) |
| 9 | 08/08/06 | Nordea Nordic Light Open, Стокхолм | IV        | 145000  | Тврда (отв.) | Ђе Џенг          | 6-4, 6-1         |

### Победе у игри парова (5)
| Бр. | Датум    | Турнир                                 | Катего- рија | Наградни фонд $ | Подлога      | Партнерка          | Противници                     | Резултат      |
| --- | -------- | -------------------------------------- | ------------ | --------------- | ------------ | ------------------ | ------------------------------ | ------------- |
| 1   | 13/09/04 | Турнир на Балију, Бали                 | III          | 225000          | Тврда (отв.) | Ај Сугијама        | С. Кузњецова Аранча Санчез     | 6-3, 7-5      |
| 2   | 11/10/04 | Куп Кремља, Москва                     | I            | 1300000         | Тепих (зат.) | Вера Звонарјова    | В. Р. Пасквал Паола Суарез     | 6-3, 4-6, 6-2 |
| 3   | 19/09/05 | Индија опен, Калкута                   | III          | 170000          | Тврда (зат.) | Јелена Лиховцева   | Неха Уберој Шика Уберој        | 6-1, 6-0      |
| 4   | 03/10/05 | Велика награда Филдерштата, Филдерштат | II           | 650000          | Тврда (зат.) | Данијела Хантухова | Квјета Пешке Ф. Скјавоне       | 6-0, 3-6, 7-5 |
| 5   | 01/05/06 | Куп Варшаве, Варшава                   | II           | 600000          | Земља (отв.) | Јелена Лиховцева   | Анабел М. Гаригес К. Среботник | 6-3, 6-4      |

### Порази у финалу у пару (1)
| Бр. | Датум    | Турнир             | Катего- рија | Наградни фонд $ | Подлога      | Противници                | Партнерка       | Резултат |
| --- | -------- | ------------------ | ------------ | --------------- | ------------ | ------------------------- | --------------- | -------- |
| 1   | 29/09/03 | Куп Кремља, Москва | I            | 1300000         | Тепих (зат.) | Нађа Петрова Меган Шонеси | Вера Звонарјова | 6-3, 6-4 |